# Женска рукометна репрезентација Словеније
Женска рукометна репрезентација Словеније је национална репрезентација Словеније под управом Рукометног савеза Словеније (Rokometna zveza Slovenije). Рукометни савез је основан крајем 1949. у оквиру тадашњег Рукометног савеза Југославије.
По отцепљењу од СФРЈ Рукометни савез Словеније постаје самосталан и 1992. постаје члан европског (EHF) и светског (IHF) рукометног савеза и оснива прву рукометну репрезентацију.

## Успеси репрезентације
- За успехе до 1992. погледајте резултате репрезентације Југославије.

### Наступи наОлимпијским играма
| Година       | Турнир                              | Пласман                             | ИГ                                  | П                                   | Н                                   | И                                   | ГД                                  | ГП                                  | ГР                                  |
| ------------ | ----------------------------------- | ----------------------------------- | ----------------------------------- | ----------------------------------- | ----------------------------------- | ----------------------------------- | ----------------------------------- | ----------------------------------- | ----------------------------------- |
| 1976 - 1988. | 'Ќао део репрезентације Југославије | 'Ќао део репрезентације Југославије | 'Ќао део репрезентације Југославије | 'Ќао део репрезентације Југославије | 'Ќао део репрезентације Југославије | 'Ќао део репрезентације Југославије | 'Ќао део репрезентације Југославије | 'Ќао део репрезентације Југославије | 'Ќао део репрезентације Југославије |
| 1992 - 2020. | Нису се пласирале                   | Нису се пласирале                   | Нису се пласирале                   | Нису се пласирале                   | Нису се пласирале                   | Нису се пласирале                   | Нису се пласирале                   | Нису се пласирале                   | Нису се пласирале                   |
| Париз 2024.  | Први круг                           | 11. место                           | 5                                   | 1                                   | 0                                   | 4                                   | 116                                 | 147                                 | -31                                 |
| Укупно       | 1                                   | (0-0-0)                             | 5                                   | 1                                   | 0                                   | 4                                   | 116                                 | 147                                 | -31                                 |

### Наступи наСветским првенствима
| Година         | Турнир            | Пласман           | ИГ                | П                 | Н                 | И                 | ГД                | ГП                | ГР                |
| -------------- | ----------------- | ----------------- | ----------------- | ----------------- | ----------------- | ----------------- | ----------------- | ----------------- | ----------------- |
| Немачка 1997.  | Први круг         | 18. место         | 5                 | 1                 | 0                 | 4                 | 136               | 158               | -22               |
| Италија 2001.  | Осмина финала     | 9. место          | 6                 | 4                 | 0                 | 2                 | 168               | 140               | +28               |
| Хрватска 2003. | Други круг        | 8. место          | 8                 | 5                 | 0                 | 3                 | 232               | 224               | +8                |
| Русија 2005.   | Први круг         | 14. место         | 5                 | 2                 | 1                 | 2                 | 159               | 132               | +27               |
| 2007 - 2015    | Нису се пласирале | Нису се пласирале | Нису се пласирале | Нису се пласирале | Нису се пласирале | Нису се пласирале | Нису се пласирале | Нису се пласирале | Нису се пласирале |
| Немачка 2017.  | Осмина финала     | 14. место         | 6                 | 3                 | 0                 | 3                 | 159               | 167               | -8                |
| Јапан 2019.    | Први круг         | 19. место         | 7                 | 3                 | 0                 | 4                 | 190               | 209               | -19               |
| Шпанија 2021.  | Други круг        | 17. место         | 6                 | 1                 | 2                 | 3                 | 148               | 156               | -8                |
| 2023.          | Други круг        | 11. место         | 6                 | 4                 | 0                 | 2                 | 171               | 167               | +4                |
| Укупно         | 8 учешћа          | 8. место          | 49                | 23                | 3                 | 23                | 1363              | 1353              | +10               |

### Наступи наЕвропским првенствима
| Година                  | Турнир     | Пласман   | ИГ | П | Н | И  | ГД  | ГП  | ГР  |
| ----------------------- | ---------- | --------- | -- | - | - | -- | --- | --- | --- |
| Данска 2002.            | Други круг | 10. место | 6  | 2 | 0 | 4  | 151 | 166 | -15 |
| Мађарска 2004.          | Други круг | 9. место  | 6  | 2 | 0 | 4  | 164 | 181 | -17 |
| Шведска 2006.           | Први круг  | 16. место | 3  | 0 | 0 | 3  | 80  | 108 | -28 |
| / Данска/Норвешка 2010. | Први круг  | 16. место | 3  | 0 | 0 | 3  | 54  | 89  | -35 |
| Укупно                  | 4          | 9. место  | 18 | 4 | 0 | 14 | 449 | 544 | -95 |

## Тренутни састав
Састав на Европском првенству 2010:
| Бр | Име                | Позиција    | Дат. рођ.           | Клуб        | Утак./Гол |
| -- | ------------------ | ----------- | ------------------- | ----------- | --------- |
| 1  | Бранка Зец         | голман      | 31. октобар 1986.   | РК Олимпија | 36/0      |
| 3  | Теа Дурович        | лево крило  | 15. јул 1986.       | РК Загорје  | 0/0       |
| 4  | Маја Зрнец         | лево крило  | 31. мај 1988        | РК Крим     | 18/69     |
| 6  | Ана Грош           | десни бек   | 21. јануар 1991.    | РК Ђер      | 27/59     |
| 8  | Весна Пуш          | десни бек   | 1. март 1976.       | РК Олимпија | 138/120   |
| 9  | Нина Јеричек       | средњи бек  | 10. април 1984.     | РК Олимпија | 18/18     |
| 11 | Спела Оклешчен     | леви бек    | 1. март 1991        | РК Олимпија | 0/0       |
| 12 | Сергеја Стефанишин | голман      | 19. септембар 1974. | РК Крим     | 160/0     |
| 13 | Нивес Ахлин        | десно крило | 14. јул 1991.       | РК Цеље     | 0/0       |
| 14 | Тамара Мавсар      | средњи бек  | 1. април 1991.      | РК Крим     | 12/32     |
| 15 | Теја Ферфоља       | леви бек    | 20. септембар 1991. | РК Олимпија | 0/0       |
| 16 | Амра Панџић        | голман      | 20. септембар 1989. | РК Крим     | 9/0       |
| 19 | Нели Ирман         | десно крило | 7. април 1986.      | РК Олимпија | 49/71     |
| 21 | Нежа Митрушевска   | средњи бек  | 21. јул 1986.       | РК Зајечар  | 21/33     |
| 22 | Сања Грегорц       | пивот       | 14. август 1990.    | РК Крим     | 0/0       |
| 41 | Урша Овен          | пивот       | 24. септембар 1986. | РК Загорје  | 21/27     |

Селектор: Ивица Риманић